# لیکوی نوک‌شمشیری دم‌کوتاه
لیکوی نوک‌شمشیری دم‌کوتاه (نام علمی: Napothera danjoui) گونه‌ای از پرندگان خانواده لیکویان زمینی است که در لائوس و ویتنام یافت می‌شود. زیستگاه‌های طبیعی آن جنگل‌های جلگه‌ای نمناک نیمه‌گرمسیری یا گرمسیری و جنگل‌های کوهستانی نمناک نیمه‌گرمسیری یا گرمسیری است. نابودی زیستگاه آن را تهدید می‌کند. پیش از این یک گونه متمایز در نظر گرفته می‌شد، اما اکنون به عنوان هم‌گونه در نظر گرفته می‌شود.